# Slijmsporig tepelkogeltje
Het slijmsporig tepelkogeltje (Rosellinia corticium) is een schimmel behorend tot de familie Xylariaceae. Het leeft saprotroof op gevallen dode takken van loofbomen, onder meer eik (Quercus). 

## Kenmerken

### Uiterlijke kenmerken
Het subiculum is altijd aanwezig. Het subiculum is goed ontwikkeld, donkerbruin tot roodachtig bruin, paars van kleur, dicht wollig, zo nu en dan viltig naarmate de leeftijd vordert, jonge stromata volledig bedekkend, geleidelijk kleiner wordend, op leeftijd vaak aanwezig rond de stromabasissen, soms afwezig tussen stromatale groepen maar aanhoudend aan de randen van de kolonie en vormt er grote webben omheen. De wand van de perithecia is stevig (dikte 25-50 µm). 

### Microscopische kenmerken
De asci zijn cilindrisch met apicaal apparaat. Het apparaat is min of meer urnvormig, amyloïde, 7 tot 11 µm hoog en 4 tot 6,5 µm breed. De ascosporen zijn donkerbruim, met een vaak sigmoïde of schuine kiemspleet bijna sporelengte aan de meer convexe kant met meestal een of soms twee cellulaire aanhangsels en meten 19-27 × 7,5-10 (-12) µm groot. Er is een slijmlaag rond de spore en de hoogte van het apicaal apparaat is 7 tot 11 µm.

## Verspreiding
Het slijmsporig tepelkogeltje komt in Nederland matig algemeen voor. Het staat niet op de rode lijst en is niet bedreigd.

## Foto's

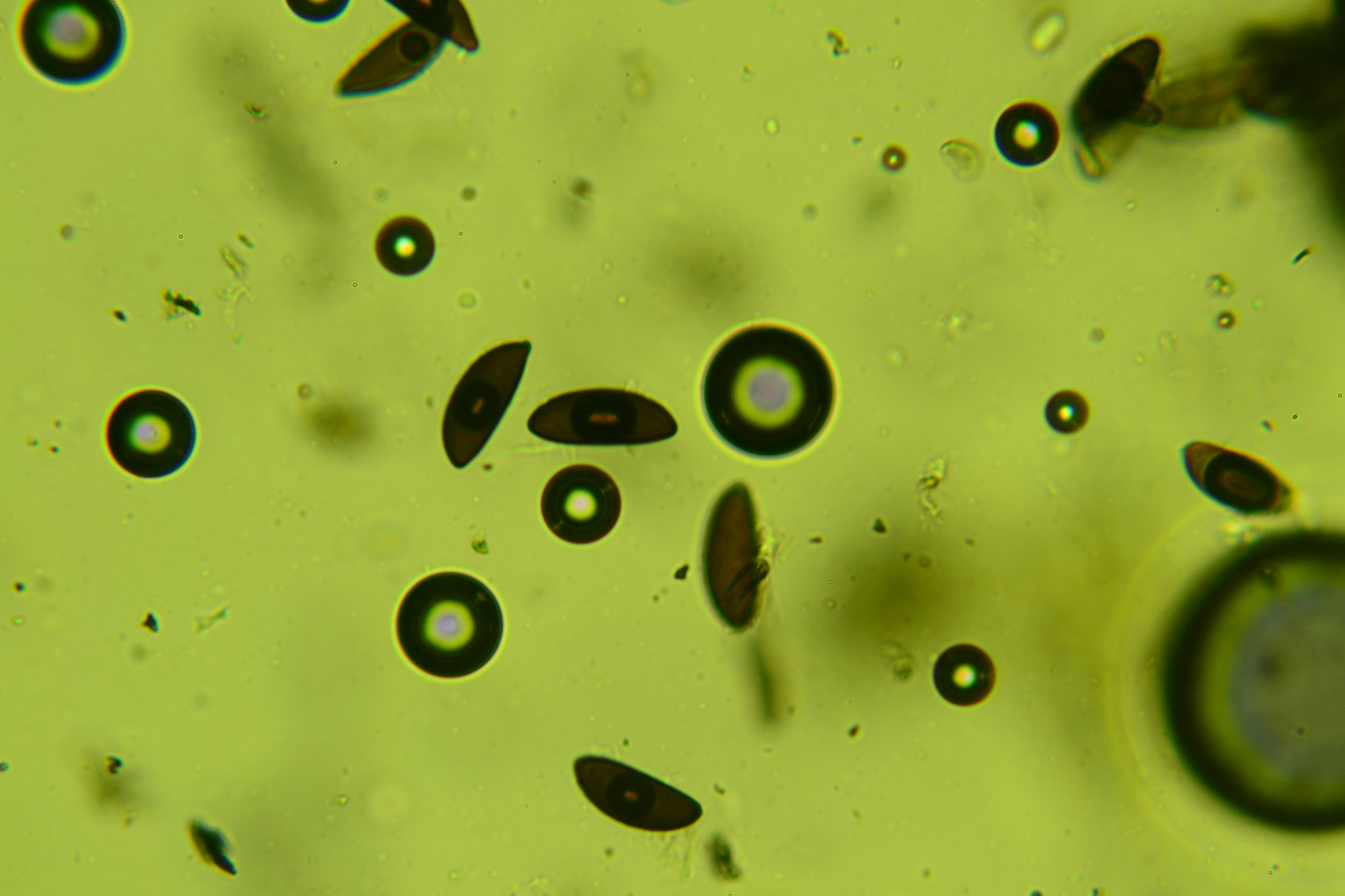
Spore